# Бели зец
Бели зец или алпски зец или планински зец (лат. Lepus timidus) је сисар из реда двозубаца (Lagomorpha) и породице зечева (Leporidae).

## Опис
Бели зец је крупна врста и мало је ситнији од европског зеца. Достиже дужину од 45 до 65 cm, дужину репа од 4 до 8 cm и тежину од 2 до 5,3 килограма. Женке су мало теже од мужјака. У току лета крзно му је смеђе боје, а у току зиме беле боје (код већине популација). Реп остаје потпуно бео током целе године, по чему се разликује од европског зеца. Подврста ирски бели зец (Lepus timidus hibernicus) остаје смеђ током целе године. Код неких јединки ирске подврсте јавља се тамносива боја на горњој површини репа.

## Распрострањење
Врста има станиште северном делу Евроазије, у Аустрији, Белорусији, Естонији, Ирској, Италији, Јапану, Казахстану, Кини, Летонији, Литванији, Лихтенштајну, Монголији, Немачкој, Норвешкој, Пољској, Русији, Словенији, Уједињеном Краљевству, Украјини, Финској, Француској и Шведској.
Популациони тренд је за ову врсту непознат.

## Станиште
Бели зец (Lepus timidus) насељава поларне, планинске крајеве, тундре, тајге, језера на чијим обалама расте трска у степама.

## Угроженост
Ова врста није угрожена, и наведена је као последња брига јер има широко распрострањење.